# Piti
|  | Aquest article tracta sobre el ric governador de Frígia. Si cerqueu el futbolista català, vegeu «Francisco Medina Luna». |

|  | Per a altres significats, vegeu «Piti (plat)». |

|  | Per a altres significats, vegeu «Fileu (arquitecte)». |

Piti (en llatí Pythius, en grec Πύθιος, anomenat Πύθης per Plutarc, va ser un lidi molt ric, fill d'Artis, que va viure en temps de la invasió persa d'Anatòlia al segle v aC.
La seva riquesa provenia de les mines d'or de Celenes (Celaenae) a Frígia, i d'aquesta regió n'era a més a més el governador. Tot el país es dedicava a la cerca de l'or i els camps es van abandonar. Una llegenda que transmet Plutarc, diu que la seva dona havia encarregar unes representacions en or de fruites i altres tipus d'aliments i un dia per sopar li va posar al davant com a únic menjar aquestes peces.
El dia que Xerxes I de Pèrsia va arribar a Celenes, Piti li va oferir un banquet a ell i a la resta dels oficials de l'exèrcit. Li va oferir també diners per sufragar la seva campanya, que consistien en l'exorbitant quantitat de 2.000 talents de plata, i 7.000 dàrics d'or. El rei no ho va acceptar i li va garantir els llaços d'hospitalitat. Els seus cinc fill van acompanyar Xerxes quan va marxar.
Un eclipsi va alarmar a Piti que es va presentar al campament del rei i li va demanar que deixés al fill gran endarrere, però el rei es va ofendre i va fer matar el fill gran i el va tallar en dos meitats, deixant-ne una a cada costat del camí; les tropes van passar entre els dos trossos. Els altres fills van morir en diferents batalles. Piti va quedar sol i va viure la resta de la seva vida, ric però ple de pena.